# Eleições autárquicas portuguesas de 2009 no distrito de Beja
| Eleições autárquicas portuguesas de 2009 Distritos: Aveiro \| Beja \| Braga \| Bragança \| Castelo Branco \| Coimbra \| Évora \| Faro \| Guarda \| Leiria \| Lisboa \| Portalegre \| Porto \| Santarém \| Setúbal \| Viana do Castelo \| Vila Real \| Viseu \| Açores \| Madeira |

## Resultados por Concelho
Os resultados nos Concelhos do Distrito de Beja foram os seguintes:

### Aljustrel

#### Câmara Municipal
| Partido                 | Partido                        | Votos | %               | +/-  | Vereadores | +/-     |
| ----------------------- | ------------------------------ | ----- | --------------- | ---- | ---------- | ------- |
|                         | Partido Socialista             | 3 125 | 49,07 / 100,00  | 8,96 | 3 / 5      | 1       |
|                         | Coligação Democrática Unitária | 2 980 | 46,79 / 100,00  | 7,36 | 2 / 5      | 1       |
|                         | PSD-CDS                        | 130   | 2,04 / 100,00   | 0,78 | 0 / 5      | Estável |
| Votos Inválidos         | Votos Inválidos                | 134   | 2,10 / 100,00   | 0,82 |            |         |
| Total                   | Total                          | 6 369 | 100,00 / 100,00 |      | 5 / 5      |         |
| Eleitorado/Participação | Eleitorado/Participação        | 9 179 | 69,39 / 100,00  | 1,17 |            |         |

| Freguesia             | %     | %     | %        | Votantes |
| Freguesia             | PS    | CDU   | PSD- CDS | Votantes |
| --------------------- | ----- | ----- | -------- | -------- |
| Aljustrel             | 50,67 | 45,45 | 1,51     | 3 371    |
| Ervidel               | 36,94 | 57,02 | 3,79     | 712      |
| Messejana             | 53,64 | 43,03 | 1,67     | 660      |
| Rio de Moinhos        | 50,18 | 45,49 | 2,89     | 554      |
| São João de Negrilhos | 48,69 | 47,20 | 2,33     | 1 072    |
| Aljustrel             | 49,07 | 46,79 | 2,04     | 6 369    |

#### Assembleia Municipal
| Partido                 | Partido                        | Votos | %               | +/-   | Deputados | +/- |
| ----------------------- | ------------------------------ | ----- | --------------- | ----- | --------- | --- |
|                         | Partido Socialista             | 3 144 | 49,36 / 100,00  | 10,58 | 8 / 15    | 2   |
|                         | Coligação Democrática Unitária | 3 056 | 47,98 / 100,00  | 6,59  | 7 / 15    | 2   |
| Votos Inválidos         | Votos Inválidos                | 169   | 2,65 / 100,00   | 0,49  |           |     |
| Total                   | Total                          | 6 369 | 100,00 / 100,00 |       | 15 / 15   |     |
| Eleitorado/Participação | Eleitorado/Participação        | 9 179 | 69,39 / 100,00  | 1,17  |           |     |

| Freguesia             | %     | %     | Votantes |
| Freguesia             | PS    | CDU   | Votantes |
| --------------------- | ----- | ----- | -------- |
| Aljustrel             | 50,46 | 46,69 | 3 371    |
| Ervidel               | 37,92 | 58,71 | 712      |
| Messejana             | 54,85 | 43,33 | 660      |
| Rio de Moinhos        | 50,36 | 47,47 | 554      |
| São João de Negrilhos | 49,63 | 48,04 | 1 072    |
| Aljustrel             | 49,36 | 47,98 | 6 369    |

#### Juntas de Freguesia
| Partido                 | Partido                        | Votos | %               | +/-  | Presidentes | Mandatos | +/- |
| ----------------------- | ------------------------------ | ----- | --------------- | ---- | ----------- | -------- | --- |
|                         | Coligação Democrática Unitária | 3 155 | 49,54 / 100,00  | 6,55 | 3 / 5       | 22 / 41  | 3   |
|                         | Partido Socialista             | 3 008 | 47,23 / 100,00  | 6,96 | 2 / 5       | 19 / 41  | 3   |
|                         | Bloco de Esquerda              | 40    | 0,63 / 100,00   | -    | 0 / 5       | 0 / 41   | -   |
| Votos Inválidos         | Votos Inválidos                | 166   | 2,61 / 100,00   | 1,03 |             |          |     |
| Total                   | Total                          | 6 369 | 100,00 / 100,00 |      | 5 / 5       | 41 / 41  |     |
| Eleitorado/Participação | Eleitorado/Participação        | 9 179 | 69,39 / 100,00  | 1,17 |             |          |     |

| Freguesia             | Partido Vencedor | Partido Vencedor               | %              | Mandatos |
| --------------------- | ---------------- | ------------------------------ | -------------- | -------- |
| Aljustrel             |                  | Partido Socialista             | 50,10 / 100,00 | 5 / 9    |
| Ervidel               |                  | Coligação Democrática Unitária | 63,90 / 100,00 | 6 / 9    |
| Messejana             |                  | Partido Socialista             | 53,64 / 100,00 | 4 / 7    |
| Rio de Moinhos        |                  | Coligação Democrática Unitária | 48,01 / 100,00 | 4 / 7    |
| São João de Negrilhos |                  | Coligação Democrática Unitária | 52,24 / 100,00 | 5 / 9    |

### Almodôvar

#### Câmara Municipal
| Partido                 | Partido                        | Votos | %               | +/-  | Vereadores | +/-     |
| ----------------------- | ------------------------------ | ----- | --------------- | ---- | ---------- | ------- |
|                         | Partido Social Democrata       | 2 890 | 56,28 / 100,00  | 0,63 | 3 / 5      | Estável |
|                         | Partido Socialista             | 1 707 | 33,24 / 100,00  | 2,06 | 2 / 5      | Estável |
|                         | Coligação Democrática Unitária | 244   | 4,75 / 100,00   | 0,68 | 0 / 5      | Estável |
|                         | Bloco de Esquerda              | 108   | 2,10 / 100,00   | -    | 0 / 5      | -       |
| Votos Inválidos         | Votos Inválidos                | 186   | 3,62 / 100,00   | 0,10 |            |         |
| Total                   | Total                          | 5 135 | 100,00 / 100,00 |      | 5 / 5      |         |
| Eleitorado/Participação | Eleitorado/Participação        | 7 422 | 69,19 / 100,00  | 2,24 |            |         |

| Freguesia                   | %     | %     | %    | %    | Votantes |
| Freguesia                   | PSD   | PS    | CDU  | BE   | Votantes |
| --------------------------- | ----- | ----- | ---- | ---- | -------- |
| Aldeia dos Fernandes        | 60,05 | 33,56 | 3,42 | 1,60 | 438      |
| Almodôvar                   | 54,79 | 33,08 | 5,40 | 2,64 | 2 276    |
| Gomes Aires                 | 47,13 | 47,13 | 1,91 | 0,96 | 314      |
| Rosário                     | 56,46 | 29,87 | 6,58 | 3,54 | 395      |
| Santa Clara-a-Nova          | 67,74 | 22,80 | 4,30 | 1,08 | 465      |
| Santa Cruz                  | 57,62 | 33,64 | 4,09 | 0,93 | 538      |
| São Barnabé                 | 48,84 | 41,44 | 5,09 | 1,16 | 432      |
| Senhora da Graça de Padrões | 62,45 | 27,08 | 3,61 | 3,25 | 277      |
| Almodôvar                   | 56,28 | 33,24 | 4,75 | 2,10 | 5 135    |

#### Assembleia Municipal
| Partido                 | Partido                        | Votos | %               | +/-     | Deputados | +/-     |
| ----------------------- | ------------------------------ | ----- | --------------- | ------- | --------- | ------- |
|                         | Partido Social Democrata       | 2 619 | 51,00 / 100,00  | 2,38    | 9 / 15    | Estável |
|                         | Partido Socialista             | 1 706 | 33,22 / 100,00  | 0,33    | 5 / 15    | 1       |
|                         | Bloco de Esquerda              | 346   | 6,74 / 100,00   | 3,10    | 1 / 15    | 1       |
|                         | Coligação Democrática Unitária | 271   | 5,28 / 100,00   | Estável | 0 / 15    | Estável |
| Votos Inválidos         | Votos Inválidos                | 193   | 3,76 / 100,00   | 0,38    |           |         |
| Total                   | Total                          | 5 135 | 100,00 / 100,00 |         | 15 / 15   |         |
| Eleitorado/Participação | Eleitorado/Participação        | 7 422 | 69,19 / 100,00  | 2,24    |           |         |

| Freguesia                   | %     | %     | %     | %    | Votantes |
| Freguesia                   | PSD   | PS    | BE    | CDU  | Votantes |
| --------------------------- | ----- | ----- | ----- | ---- | -------- |
| Aldeia dos Fernandes        | 55,71 | 34,93 | 3,20  | 4,34 | 438      |
| Almodôvar                   | 48,37 | 30,80 | 11,20 | 5,36 | 2 276    |
| Gomes Aires                 | 38,85 | 53,18 | 0,96  | 3,18 | 314      |
| Rosário                     | 52,41 | 30,89 | 5,82  | 6,84 | 395      |
| Santa Clara-a-Nova          | 65,81 | 23,23 | 2,15  | 5,38 | 465      |
| Santa Cruz                  | 53,16 | 35,32 | 2,60  | 6,13 | 538      |
| São Barnabé                 | 44,91 | 42,82 | 2,78  | 4,86 | 432      |
| Senhora da Graça de Padrões | 57,40 | 28,88 | 5,42  | 5,05 | 277      |
| Almodôvar                   | 51,00 | 33,22 | 6,74  | 5,28 | 5 135    |

#### Juntas de Freguesia
| Partido                 | Partido                        | Votos | %               | +/-  | Presidentes | Mandatos | +/-     |
| ----------------------- | ------------------------------ | ----- | --------------- | ---- | ----------- | -------- | ------- |
|                         | Partido Social Democrata       | 2 908 | 56,63 / 100,00  | 4,10 | 7 / 8       | 40 / 58  | 5       |
|                         | Partido Socialista             | 1 652 | 32,17 / 100,00  | 4,40 | 1 / 8       | 18 / 58  | 3       |
|                         | Coligação Democrática Unitária | 297   | 5,78 / 100,00   | 1,47 | 0 / 8       | 0 / 58   | Estável |
|                         | Bloco de Esquerda              | 107   | 2,08 / 100,00   | -    | 0 / 8       | 0 / 58   | -       |
| Votos Inválidos         | Votos Inválidos                | 171   | 3,33 / 100,00   | 0,26 |             |          |         |
| Total                   | Total                          | 5 135 | 100,00 / 100,00 |      | 8 / 8       | 58 / 58  |         |
| Eleitorado/Participação | Eleitorado/Participação        | 7 422 | 69,19 / 100,00  | 2,24 |             |          |         |

| Freguesia                   | Partido Vencedor | Partido Vencedor         | %              | Mandatos |
| --------------------------- | ---------------- | ------------------------ | -------------- | -------- |
| Aldeia dos Fernandes        |                  | Partido Social Democrata | 59,13 / 100,00 | 5 / 7    |
| Almodôvar                   |                  | Partido Social Democrata | 54,44 / 100,00 | 6 / 9    |
| Gomes Aires                 |                  | Partido Socialista       | 57,96 / 100,00 | 4 / 7    |
| Rosário                     |                  | Partido Social Democrata | 56,96 / 100,00 | 5 / 7    |
| Santa Clara-a-Nova          |                  | Partido Social Democrata | 72,04 / 100,00 | 6 / 7    |
| Santa Cruz                  |                  | Partido Social Democrata | 63,94 / 100,00 | 5 / 7    |
| São Barnabé                 |                  | Partido Social Democrata | 47,92 / 100,00 | 4 / 7    |
| Senhora da Graça de Padrões |                  | Partido Social Democrata | 67,51 / 100,00 | 6 / 7    |

### Alvito

#### Câmara Municipal
| Partido                 | Partido                        | Votos | %               | +/-   | Vereadores | +/-     |
| ----------------------- | ------------------------------ | ----- | --------------- | ----- | ---------- | ------- |
|                         | Coligação Democrática Unitária | 547   | 34,08 / 100,00  | 13,23 | 2 / 5      | 1       |
|                         | Partido Socialista             | 536   | 33,40 / 100,00  | 11,63 | 2 / 5      | 1       |
|                         | PSD-CDS-PPM                    | 475   | 29,60 / 100,00  | 9,30  | 1 / 5      | Estável |
| Votos Inválidos         | Votos Inválidos                | 47    | 2,92 / 100,00   | 0,40  |            |         |
| Total                   | Total                          | 1 605 | 100,00 / 100,00 |       | 5 / 5      |         |
| Eleitorado/Participação | Eleitorado/Participação        | 2 120 | 75,71 / 100,00  | 0,12  |            |         |

| Freguesia            | %     | %     | %             | Votantes |
| Freguesia            | CDU   | PS    | PSD- CDS- PPM | Votantes |
| -------------------- | ----- | ----- | ------------- | -------- |
| Alvito               | 36,78 | 26,20 | 34,56         | 813      |
| Vila Nova da Baronia | 31,31 | 40,78 | 24,49         | 792      |
| Alvito               | 34,08 | 33,40 | 29,60         | 1 605    |

#### Assembleia Municipal
| Partido                 | Partido                        | Votos | %               | +/-   | Deputados | +/- |
| ----------------------- | ------------------------------ | ----- | --------------- | ----- | --------- | --- |
|                         | Coligação Democrática Unitária | 578   | 36,01 / 100,00  | 14,55 | 6 / 15    | 3   |
|                         | Partido Socialista             | 534   | 33,27 / 100,00  | 11,05 | 5 / 15    | 1   |
|                         | PSD-CDS-PPM                    | 443   | 27,60 / 100,00  | 8,10  | 4 / 15    | 1   |
| Votos Inválidos         | Votos Inválidos                | 50    | 3,12 / 100,00   | 1,18  |           |     |
| Total                   | Total                          | 1 605 | 100,00 / 100,00 |       | 15 / 15   |     |
| Eleitorado/Participação | Eleitorado/Participação        | 2 120 | 75,71 / 100,00  | 0,12  |           |     |

| Freguesia            | %     | %     | %             | Votantes |
| Freguesia            | CDU   | PS    | PSD- CDS- PPM | Votantes |
| -------------------- | ----- | ----- | ------------- | -------- |
| Alvito               | 40,10 | 25,46 | 31,37         | 813      |
| Vila Nova da Baronia | 31,82 | 41,29 | 23,74         | 792      |
| Alvito               | 36,01 | 33,27 | 27,60         | 1 605    |

#### Juntas de Freguesia
| Partido                 | Partido                        | Votos | %               | +/-   | Presidentes | Mandatos | +/- |
| ----------------------- | ------------------------------ | ----- | --------------- | ----- | ----------- | -------- | --- |
|                         | Coligação Democrática Unitária | 569   | 35,45 / 100,00  | 9,50  | 1 / 2       | 6 / 18   | 1   |
|                         | Partido Socialista             | 523   | 32,59 / 100,00  | 10,33 | 1 / 2       | 6 / 18   | 2   |
|                         | PSD-CDS-PPM                    | 455   | 28,35 / 100,00  | 7,44  | 0 / 2       | 6 / 18   | 2   |
| Votos Inválidos         | Votos Inválidos                | 58    | 3,61 / 100,00   | 0,10  |             |          |     |
| Total                   | Total                          | 1 605 | 100,00 / 100,00 |       | 2 / 2       | 18 / 18  |     |
| Eleitorado/Participação | Eleitorado/Participação        | 2 120 | 75,71 / 100,00  | 0,12  |             |          |     |

| Freguesia            | Partido Vencedor | Partido Vencedor               | %              | Mandatos |
| -------------------- | ---------------- | ------------------------------ | -------------- | -------- |
| Alvito               |                  | Coligação Democrática Unitária | 43,98 / 100,00 | 4 / 9    |
| Vila Nova da Baronia |                  | Partido Socialista             | 40,20 / 100,00 | 4 / 9    |

### Barrancos

#### Câmara Municipal
| Partido                 | Partido                        | Votos | %               | +/-  | Vereadores | +/-     |
| ----------------------- | ------------------------------ | ----- | --------------- | ---- | ---------- | ------- |
|                         | Coligação Democrática Unitária | 725   | 59,52 / 100,00  | 7,09 | 3 / 5      | Estável |
|                         | Partido Socialista             | 414   | 33,99 / 100,00  | 9,48 | 2 / 5      | Estável |
|                         | CDS – Partido Popular          | 22    | 1,81 / 100,00   | -    | 0 / 5      | -       |
| Votos Inválidos         | Votos Inválidos                | 57    | 4,68 / 100,00   | 1,40 |            |         |
| Total                   | Total                          | 1 218 | 100,00 / 100,00 |      | 5 / 5      |         |
| Eleitorado/Participação | Eleitorado/Participação        | 1 565 | 77,83 / 100,00  | 4,52 |            |         |

| Freguesia | %     | %     | %    | Votantes |
| Freguesia | CDU   | PS    | CDS  | Votantes |
| --------- | ----- | ----- | ---- | -------- |
| Barrancos | 59,52 | 33,99 | 1,81 | 1 218    |
| Barrancos | 59,52 | 33,99 | 1,81 | 1 218    |

#### Assembleia Municipal
| Partido                 | Partido                        | Votos | %               | +/-  | Deputados | +/- |
| ----------------------- | ------------------------------ | ----- | --------------- | ---- | --------- | --- |
|                         | Coligação Democrática Unitária | 697   | 57,22 / 100,00  | 4,12 | 9 / 15    | 1   |
|                         | Partido Socialista             | 459   | 37,68 / 100,00  | 5,56 | 6 / 15    | 1   |
| Votos Inválidos         | Votos Inválidos                | 62    | 5,09 / 100,00   | 2,03 |           |     |
| Total                   | Total                          | 1 218 | 100,00 / 100,00 |      | 15 / 15   |     |
| Eleitorado/Participação | Eleitorado/Participação        | 1 565 | 77,83 / 100,00  | 4,52 |           |     |

| Freguesia | %     | %     | Votantes |
| Freguesia | CDU   | PS    | Votantes |
| --------- | ----- | ----- | -------- |
| Barrancos | 57,22 | 37,68 | 1 218    |
| Barrancos | 57,22 | 37,68 | 1 218    |

#### Juntas de Freguesia
| Partido                 | Partido                        | Votos | %               | +/-  | Presidentes | Mandatos | +/- |
| ----------------------- | ------------------------------ | ----- | --------------- | ---- | ----------- | -------- | --- |
|                         | Coligação Democrática Unitária | 763   | 62,64 / 100,00  | 5,43 | 1 / 1       | 6 / 9    | 1   |
|                         | Partido Socialista             | 388   | 31,86 / 100,00  | 7,50 | 0 / 1       | 3 / 9    | 1   |
| Votos Inválidos         | Votos Inválidos                | 67    | 5,50 / 100,00   | 2,07 |             |          |     |
| Total                   | Total                          | 1 218 | 100,00 / 100,00 |      | 1 / 1       | 9 / 9    |     |
| Eleitorado/Participação | Eleitorado/Participação        | 1 565 | 77,83 / 100,00  | 4,52 |             |          |     |

| Freguesia | Partido Vencedor | Partido Vencedor               | %              | Mandatos       |
| --------- | ---------------- | ------------------------------ | -------------- | -------------- |
| Barrancos |                  | Coligação Democrática Unitária | 62,64 / 100,00 | 62,64 / 100,00 |

### Beja

#### Câmara Municipal
| Partido                 | Partido                        | Votos  | %               | +/-   | Vereadores | +/-     |
| ----------------------- | ------------------------------ | ------ | --------------- | ----- | ---------- | ------- |
|                         | Partido Socialista             | 8 577  | 45,72 / 100,00  | 12,01 | 4 / 7      | 1       |
|                         | Coligação Democrática Unitária | 7 815  | 41,66 / 100,00  | 0,13  | 3 / 7      | Estável |
|                         | Partido Social Democrata       | 935    | 4,98 / 100,00   | 12,27 | 0 / 7      | 1       |
|                         | Bloco de Esquerda              | 549    | 2,93 / 100,00   | 0,24  | 0 / 7      | Estável |
|                         | CDS – Partido Popular          | 298    | 1,59 / 100,00   | 0,56  | 0 / 7      | Estável |
|                         | Força Autárquica Independente  | 203    | 1,08 / 100,00   | Novo  | 0 / 7      | Novo    |
| Votos Inválidos         | Votos Inválidos                | 381    | 2,03 / 100,00   | 1,50  |            |         |
| Total                   | Total                          | 18 758 | 100,00 / 100,00 |       | 7 / 7      |         |
| Eleitorado/Participação | Eleitorado/Participação        | 30 920 | 60,67 / 100,00  | 1,22  |            |         |

| Freguesia                   | %     | %     | %     | %    | %    | %    | Votantes |
| Freguesia                   | PS    | CDU   | PSD   | BE   | CDS  | FAI  | Votantes |
| --------------------------- | ----- | ----- | ----- | ---- | ---- | ---- | -------- |
| Albernoa                    | 41,18 | 51,47 | 1,47  | 1,47 | 0,92 | 0,74 | 544      |
| Baleizão                    | 25,60 | 60,77 | 1,47  | 8,84 | 0,74 | 0,74 | 543      |
| Beja (Salvador)             | 51,25 | 34,60 | 6,13  | 3,25 | 1,69 | 1,25 | 2 954    |
| Beja (Santa Maria da Feira) | 45,79 | 37,86 | 5,33  | 5,45 | 1,76 | 1,70 | 1 651    |
| Beja (Santiago Maior)       | 41,71 | 44,76 | 5,17  | 3,86 | 1,45 | 1,48 | 3 577    |
| Beja (São João Baptista)    | 54,35 | 25,79 | 10,29 | 2,62 | 3,24 | 1,15 | 3 393    |
| Beringel                    | 49,62 | 42,39 | 2,96  | 1,64 | 0,99 | 0,33 | 913      |
| Cabeça Gorda                | 38,26 | 56,41 | 1,95  | 0,72 | 0,41 | 0,31 | 975      |
| Mombeja                     | 53,99 | 40,68 | 0,76  | 1,52 | 0,76 | 0    | 263      |
| Nossa Senhora das Neves     | 38,15 | 54,28 | 1,18  | 2,06 | 0,49 | 1,77 | 1 017    |
| Quintos                     | 47,86 | 41,88 | 2,99  | 0,85 | 2,56 | 1,28 | 234      |
| Salvada                     | 34,10 | 59,51 | 2,43  | 1,15 | 0,64 | 0,13 | 783      |
| Santa Clara de Louredo      | 35,69 | 59,68 | 1,01  | 0,81 | 0,40 | 0,40 | 496      |
| Santa Vitória               | 42,76 | 52,02 | 0,95  | 1,43 | 0,71 | 0,24 | 421      |
| São Brissos                 | 24,14 | 70,69 | 0     | 0    | 1,72 | 1,72 | 58       |
| São Matias                  | 61,50 | 29,92 | 3,88  | 1,94 | 0,83 | 0,55 | 361      |
| Trigaches                   | 51,60 | 40,37 | 1,34  | 1,34 | 1,60 | 0,27 | 374      |
| Trindade                    | 43,28 | 53,23 | 1,00  | 0    | 1,00 | 1,49 | 201      |
| Beja                        | 45,72 | 41,66 | 4,98  | 2,93 | 1,59 | 1,08 | 18 758   |

#### Assembleia Municipal
| Partido                 | Partido                        | Votos  | %               | +/-  | Deputados | +/-     |
| ----------------------- | ------------------------------ | ------ | --------------- | ---- | --------- | ------- |
|                         | Partido Socialista             | 7 684  | 40,97 / 100,00  | 7,34 | 9 / 21    | 1       |
|                         | Coligação Democrática Unitária | 7 634  | 40,70 / 100,00  | 0,29 | 9 / 21    | Estável |
|                         | Partido Social Democrata       | 1 926  | 10,27 / 100,00  | 6,73 | 2 / 21    | 2       |
|                         | Bloco de Esquerda              | 812    | 4,33 / 100,00   | 0,46 | 1 / 21    | 1       |
|                         | Força Autárquica Independente  | 239    | 1,27 / 100,00   | Novo | 0 / 21    | Novo    |
| Votos Inválidos         | Votos Inválidos                | 462    | 2,46 / 100,00   | 1,52 |           |         |
| Total                   | Total                          | 18 757 | 100,00 / 100,00 |      | 21 / 21   |         |
| Eleitorado/Participação | Eleitorado/Participação        | 30 920 | 60,66 / 100,00  | 1,40 |           |         |

| Freguesia                   | %     | %     | %     | %     | %    | Votantes |
| Freguesia                   | PS    | CDU   | PSD   | BE    | FAI  | Votantes |
| --------------------------- | ----- | ----- | ----- | ----- | ---- | -------- |
| Albernoa                    | 40,81 | 52,21 | 2,57  | 1,47  | 0,37 | 544      |
| Baleizão                    | 24,13 | 60,59 | 2,39  | 10,68 | 0,92 | 543      |
| Beja (Salvador)             | 44,08 | 35,00 | 11,41 | 5,31  | 1,86 | 2 954    |
| Beja (Santa Maria da Feira) | 42,36 | 36,00 | 10,36 | 7,21  | 1,70 | 1 650    |
| Beja (Santiago Maior)       | 38,36 | 43,78 | 8,53  | 5,68  | 1,59 | 3 577    |
| Beja (São João Baptista)    | 41,73 | 22,72 | 26,26 | 4,01  | 1,47 | 3 393    |
| Beringel                    | 47,97 | 42,06 | 5,04  | 1,97  | 0,55 | 913      |
| Cabeça Gorda                | 37,95 | 54,97 | 2,87  | 1,85  | 0,41 | 975      |
| Mombeja                     | 53,23 | 41,44 | 2,28  | 2,28  | 0    | 263      |
| Nossa Senhora das Neves     | 36,28 | 54,08 | 2,65  | 3,44  | 1,47 | 1 017    |
| Quintos                     | 46,58 | 42,74 | 5,56  | 1,71  | 0,85 | 234      |
| Salvada                     | 31,93 | 61,56 | 2,55  | 1,15  | 0,38 | 783      |
| Santa Clara de Louredo      | 37,50 | 56,05 | 1,01  | 2,42  | 0,60 | 496      |
| Santa Vitória               | 40,62 | 52,73 | 1,90  | 2,61  | 0,24 | 421      |
| São Brissos                 | 20,69 | 70,69 | 3,45  | 1,72  | 1,72 | 58       |
| São Matias                  | 61,22 | 26,87 | 6,93  | 2,22  | 0,55 | 361      |
| Trigaches                   | 51,87 | 40,11 | 2,94  | 2,14  | 0    | 374      |
| Trindade                    | 40,80 | 53,23 | 1,99  | 0,50  | 2,99 | 201      |
| Beja                        | 40,97 | 40,70 | 10,27 | 4,33  | 1,27 | 18 757   |

#### Juntas de Freguesia
| Partido                 | Partido                        | Votos  | %               | +/-  | Presidentes | Mandatos  | +/-     |
| ----------------------- | ------------------------------ | ------ | --------------- | ---- | ----------- | --------- | ------- |
|                         | Coligação Democrática Unitária | 8 008  | 42,83 / 100,00  | 1,42 | 10 / 17     | 74 / 147  | 2       |
|                         | Partido Socialista             | 7 439  | 39,78 / 100,00  | 4,99 | 6 / 17      | 64 / 147  | 7       |
|                         | Partido Social Democrata       | 2 117  | 11,32 / 100,00  | 4,28 | 1 / 17      | 8 / 147   | 5       |
|                         | Bloco de Esquerda              | 656    | 3,51 / 100,00   | 0,57 | 0 / 17      | 1 / 147   | Estável |
| Votos Inválidos         | Votos Inválidos                | 479    | 2,56 / 100,00   | 1,51 |             |           |         |
| Total                   | Total                          | 18 699 | 100,00 / 100,00 |      | 17 / 17     | 147 / 147 | 2       |
| Eleitorado/Participação | Eleitorado/Participação        | 30 833 | 60,65 / 100,00  | 1,63 |             |           |         |

| Freguesia                   | Partido Vencedor               | Partido Vencedor               | %                              | Mandatos                       |
| --------------------------- | ------------------------------ | ------------------------------ | ------------------------------ | ------------------------------ |
| Albernoa                    |                                | Coligação Democrática Unitária | 55,51 / 100,00                 | 4 / 7                          |
| Baleizão                    |                                | Coligação Democrática Unitária | 62,80 / 100,00                 | 5 / 7                          |
| Beja (Salvador)             |                                | Partido Socialista             | 42,42 / 100,00                 | 6 / 13                         |
| Beja (Santa Maria da Feira) |                                | Partido Socialista             | 42,18 / 100,00                 | 4 / 9                          |
| Beja (Santiago Maior)       |                                | Coligação Democrática Unitária | 44,51 / 100,00                 | 6 / 13                         |
| Beja (São João Baptista)    |                                | Partido Social Democrata       | 37,70 / 100,00                 | 5 / 13                         |
| Beringel                    |                                | Coligação Democrática Unitária | 51,15 / 100,00                 | 5 / 9                          |
| Cabeça Gorda                |                                | Coligação Democrática Unitária | 60,92 / 100,00                 | 6 / 9                          |
| Mombeja                     |                                | Partido Socialista             | 54,37 / 100,00                 | 4 / 7                          |
| Nossa Senhora das Neves     |                                | Coligação Democrática Unitária | 62,34 / 100,00                 | 6 / 9                          |
| Quintos                     |                                | Partido Socialista             | 56,41 / 100,00                 | 4 / 7                          |
| Salvada                     |                                | Coligação Democrática Unitária | 66,16 / 100,00                 | 6 / 9                          |
| Santa Clara de Louredo      |                                | Coligação Democrática Unitária | 50,40 / 100,00                 | 4 / 7                          |
| Santa Vitória               |                                | Coligação Democrática Unitária | 56,53 / 100,00                 | 4 / 7                          |
| São Brissos                 | Plenário de Cidadãos Eleitores | Plenário de Cidadãos Eleitores | Plenário de Cidadãos Eleitores | Plenário de Cidadãos Eleitores |
| São Matias                  |                                | Partido Socialista             | 63,99 / 100,00                 | 5 / 7                          |
| Trigaches                   |                                | Partido Socialista             | 52,14 / 100,00                 | 4 / 7                          |
| Trindade                    |                                | Coligação Democrática Unitária | 50,75 / 100,00                 | 4 / 7                          |

### Castro Verde

#### Câmara Municipal
| Partido                 | Partido                        | Votos | %               | +/-   | Vereadores | +/- |
| ----------------------- | ------------------------------ | ----- | --------------- | ----- | ---------- | --- |
|                         | Coligação Democrática Unitária | 2 334 | 54,97 / 100,00  | 1,71  | 3 / 5      | 1   |
|                         | Partido Socialista             | 1 622 | 38,20 / 100,00  | 11,98 | 2 / 5      | 1   |
|                         | PSD-CDS                        | 193   | 4,55 / 100,00   | -     | 0 / 5      | -   |
| Votos Inválidos         | Votos Inválidos                | 97    | 2,29 / 100,00   | 1,31  |            |     |
| Total                   | Total                          | 4 246 | 100,00 / 100,00 |       | 5 / 5      |     |
| Eleitorado/Participação | Eleitorado/Participação        | 6 625 | 64,09 / 100,00  | 1,95  |            |     |

| Freguesia                | %     | %     | %        | Votantes |
| Freguesia                | CDU   | PS    | PSD- CDS | Votantes |
| ------------------------ | ----- | ----- | -------- | -------- |
| Casével                  | 50,78 | 44,19 | 3,49     | 258      |
| Castro Verde             | 52,58 | 39,29 | 5,58     | 2 581    |
| Entradas                 | 57,83 | 38,04 | 3,04     | 460      |
| Santa Bárbara de Padrões | 64,55 | 30,58 | 2,66     | 677      |
| São Marcos da Ataboeira  | 52,96 | 41,48 | 2,96     | 270      |
| Castro Verde             | 54,97 | 38,20 | 4,55     | 4 246    |

#### Assembleia Municipal
| Partido                 | Partido                        | Votos | %               | +/-  | Deputados | +/-     |
| ----------------------- | ------------------------------ | ----- | --------------- | ---- | --------- | ------- |
|                         | Coligação Democrática Unitária | 2 168 | 51,05 / 100,00  | 1,47 | 9 / 15    | Estável |
|                         | Partido Socialista             | 1 559 | 36,71 / 100,00  | 8,30 | 6 / 15    | 2       |
|                         | Bloco de Esquerda              | 222   | 5,23 / 100,00   | 3,28 | 0 / 15    | 1       |
|                         | PSD-CDS                        | 220   | 5,18 / 100,00   | -    | 0 / 15    | -       |
| Votos Inválidos         | Votos Inválidos                | 78    | 1,84 / 100,00   | 2,30 |           |         |
| Total                   | Total                          | 4 247 | 100,00 / 100,00 |      | 15 / 15   |         |
| Eleitorado/Participação | Eleitorado/Participação        | 6 625 | 64,11 / 100,00  | 2,00 |           |         |

| Freguesia                | %     | %     | %    | %        | Votantes |
| Freguesia                | CDU   | PS    | BE   | PSD- CDS | Votantes |
| ------------------------ | ----- | ----- | ---- | -------- | -------- |
| Casével                  | 49,61 | 42,64 | 3,10 | 3,49     | 258      |
| Castro Verde             | 48,33 | 37,41 | 5,96 | 6,62     | 2 582    |
| Entradas                 | 54,57 | 36,30 | 4,57 | 2,17     | 460      |
| Santa Bárbara de Padrões | 60,12 | 29,84 | 4,58 | 3,10     | 677      |
| São Marcos da Ataboeira  | 49,63 | 42,22 | 2,96 | 3,33     | 270      |
| Castro Verde             | 51,05 | 36,71 | 5,23 | 5,18     | 4 247    |

#### Juntas de Freguesia
| Partido                 | Partido                        | Votos | %               | +/-  | Presidentes | Mandatos | +/- |
| ----------------------- | ------------------------------ | ----- | --------------- | ---- | ----------- | -------- | --- |
|                         | Coligação Democrática Unitária | 2 372 | 55,86 / 100,00  | 1,45 | 5 / 5       | 24 / 39  | 2   |
|                         | Partido Socialista             | 1 499 | 35,30 / 100,00  | 4,54 | 0 / 5       | 15 / 39  | 4   |
|                         | PSD-CDS                        | 177   | 4,17 / 100,00   | -    | 0 / 5       | 0 / 39   | -   |
|                         | Bloco de Esquerda              | 117   | 2,76 / 100,00   | 3,19 | 0 / 5       | 0 / 39   | 1   |
| Votos Inválidos         | Votos Inválidos                | 81    | 1,91 / 100,00   | 1,95 |             |          |     |
| Total                   | Total                          | 4 246 | 100,00 / 100,00 |      | 5 / 5       | 39 / 39  |     |
| Eleitorado/Participação | Eleitorado/Participação        | 6 625 | 64,09 / 100,00  | 1,98 |             |          |     |

| Freguesia                | Partido Vencedor | Partido Vencedor               | %              | Mandatos |
| ------------------------ | ---------------- | ------------------------------ | -------------- | -------- |
| Casével                  |                  | Coligação Democrática Unitária | 53,10 / 100,00 | 4 / 7    |
| Castro Verde             |                  | Coligação Democrática Unitária | 50,48 / 100,00 | 5 / 9    |
| Entradas                 |                  | Coligação Democrática Unitária | 58,26 / 100,00 | 4 / 7    |
| Santa Bárbara de Padrões |                  | Coligação Democrática Unitária | 75,63 / 100,00 | 7 / 9    |
| São Marcos da Ataboeira  |                  | Coligação Democrática Unitária | 56,30 / 100,00 | 4 / 7    |

### Cuba

#### Câmara Municipal
| Partido                 | Partido                        | Votos | %               | +/-  | Vereadores | +/-     |
| ----------------------- | ------------------------------ | ----- | --------------- | ---- | ---------- | ------- |
|                         | Partido Socialista             | 1 615 | 48,17 / 100,00  | 4,38 | 3 / 5      | Estável |
|                         | Coligação Democrática Unitária | 1 548 | 46,17 / 100,00  | 4,44 | 2 / 5      | Estável |
|                         | Partido Social Democrata       | 122   | 3,64 / 100,00   | -    | 0 / 5      | -       |
| Votos Inválidos         | Votos Inválidos                | 68    | 2,02 / 100,00   | 2,12 |            |         |
| Total                   | Total                          | 3 353 | 100,00 / 100,00 |      | 5 / 5      |         |
| Eleitorado/Participação | Eleitorado/Participação        | 4 164 | 80,52 / 100,00  | 4,02 |            |         |

| Freguesia        | %     | %     | %     | Votantes |
| Freguesia        | PS    | CDU   | PSD   | Votantes |
| ---------------- | ----- | ----- | ----- | -------- |
| Cuba             | 48,07 | 46,83 | 2,85  | 2 176    |
| Faro do Alentejo | 53,36 | 45,12 | 0,22  | 461      |
| Vila Alva        | 41,57 | 44,19 | 11,34 | 344      |
| Vila Ruiva       | 48,39 | 45,43 | 5,38  | 372      |
| Cuba             | 48,17 | 46,17 | 3,64  | 3 353    |

#### Assembleia Municipal
| Partido                 | Partido                        | Votos | %               | +/-  | Deputados | +/-     |
| ----------------------- | ------------------------------ | ----- | --------------- | ---- | --------- | ------- |
|                         | Partido Socialista             | 1 592 | 47,47 / 100,00  | 3,91 | 8 / 15    | Estável |
|                         | Coligação Democrática Unitária | 1 509 | 44,99 / 100,00  | 2,38 | 7 / 15    | Estável |
|                         | Partido Social Democrata       | 175   | 5,22 / 100,00   | -    | 0 / 15    | -       |
| Votos Inválidos         | Votos Inválidos                | 78    | 2,32 / 100,00   | 1,83 |           |         |
| Total                   | Total                          | 3 354 | 100,00 / 100,00 |      | 15 / 15   |         |
| Eleitorado/Participação | Eleitorado/Participação        | 4 164 | 80,55 / 100,00  | 4,05 |           |         |

| Freguesia        | %     | %     | %     | Votantes |
| Freguesia        | PS    | CDU   | PSD   | Votantes |
| ---------------- | ----- | ----- | ----- | -------- |
| Cuba             | 47,54 | 45,15 | 4,92  | 2 177    |
| Faro do Alentejo | 51,19 | 45,99 | 0,65  | 461      |
| Vila Alva        | 41,86 | 43,60 | 11,34 | 344      |
| Vila Ruiva       | 47,58 | 44,09 | 6,99  | 372      |
| Cuba             | 47,47 | 44,99 | 5,22  | 3 354    |

#### Juntas de Freguesia
| Partido                 | Partido                        | Votos | %               | +/-  | Presidentes | Mandatos | +/-     |
| ----------------------- | ------------------------------ | ----- | --------------- | ---- | ----------- | -------- | ------- |
|                         | Partido Socialista             | 1 586 | 47,32 / 100,00  | 4,14 | 4 / 4       | 17 / 30  | Estável |
|                         | Coligação Democrática Unitária | 1 503 | 44,84 / 100,00  | 0,60 | 0 / 4       | 13 / 30  | Estável |
|                         | Partido Social Democrata       | 192   | 5,73 / 100,00   | -    | 0 / 4       | 0 / 30   | -       |
| Votos Inválidos         | Votos Inválidos                | 71    | 2,11 / 100,00   | 2,20 |             |          |         |
| Total                   | Total                          | 3 352 | 100,00 / 100,00 |      | 4 / 4       | 30 / 30  |         |
| Eleitorado/Participação | Eleitorado/Participação        | 4 164 | 80,50 / 100,00  | 4,02 |             |          |         |

| Freguesia        | Partido Vencedor | Partido Vencedor   | %              | Mandatos |
| ---------------- | ---------------- | ------------------ | -------------- | -------- |
| Cuba             |                  | Partido Socialista | 46,94 / 100,00 | 5 / 9    |
| Faro do Alentejo |                  | Partido Socialista | 50,98 / 100,00 | 4 / 7    |
| Vila Alva        |                  | Partido Socialista | 44,48 / 100,00 | 4 / 7    |
| Vila Ruiva       |                  | Partido Socialista | 47,58 / 100,00 | 4 / 7    |

### Ferreira do Alentejo

#### Câmara Municipal
| Partido                 | Partido                        | Votos | %               | +/-  | Vereadores | +/-     |
| ----------------------- | ------------------------------ | ----- | --------------- | ---- | ---------- | ------- |
|                         | Partido Socialista             | 2 860 | 55,90 / 100,00  | 5,18 | 3 / 5      | Estável |
|                         | Coligação Democrática Unitária | 1 870 | 36,55 / 100,00  | 0,55 | 2 / 5      | Estável |
|                         | Partido Social Democrata       | 169   | 3,30 / 100,00   | -    | 0 / 5      | -       |
|                         | Partido da Terra               | 83    | 1,62 / 100,00   | -    | 0 / 5      | -       |
| Votos Inválidos         | Votos Inválidos                | 134   | 2,61 / 100,00   | 1,22 |            |         |
| Total                   | Total                          | 5 116 | 100,00 / 100,00 |      | 5 / 5      |         |
| Eleitorado/Participação | Eleitorado/Participação        | 7 798 | 65,61 / 100,00  | 1,83 |            |         |

| Freguesia               | %     | %     | %    | %    | Votantes |
| Freguesia               | PS    | CDU   | PSD  | MPT  | Votantes |
| ----------------------- | ----- | ----- | ---- | ---- | -------- |
| Alfundão                | 71,48 | 21,13 | 3,09 | 1,89 | 582      |
| Canhestros              | 66,14 | 30,41 | 0,94 | 1,57 | 319      |
| Ferreira do Alentejo    | 49,24 | 41,80 | 4,21 | 1,75 | 2 634    |
| Figueira dos Cavaleiros | 53,66 | 41,28 | 2,17 | 0,93 | 969      |
| Odivelas                | 67,93 | 23,64 | 2,45 | 2,45 | 368      |
| Peroguarda              | 68,03 | 25,41 | 2,87 | 1,23 | 244      |
| Ferreira do Alentejo    | 55,90 | 36,55 | 3,30 | 1,62 | 5 116    |

#### Assembleia Municipal
| Partido                 | Partido                        | Votos | %               | +/-  | Deputados | +/-     |
| ----------------------- | ------------------------------ | ----- | --------------- | ---- | --------- | ------- |
|                         | Partido Socialista             | 2 751 | 53,77 / 100,00  | 2,34 | 9 / 15    | 1       |
|                         | Coligação Democrática Unitária | 1 917 | 37,47 / 100,00  | 0,62 | 6 / 15    | Estável |
|                         | Partido Social Democrata       | 204   | 3,99 / 100,00   | -    | 0 / 15    | -       |
|                         | Partido da Terra               | 92    | 1,80 / 100,00   | -    | 0 / 15    | -       |
| Votos Inválidos         | Votos Inválidos                | 152   | 2,97 / 100,00   | 0,82 |           |         |
| Total                   | Total                          | 5 116 | 100,00 / 100,00 |      | 15 / 15   |         |
| Eleitorado/Participação | Eleitorado/Participação        | 7 798 | 65,61 / 100,00  | 1,83 |           |         |

| Freguesia               | %     | %     | %    | %    | Votantes |
| Freguesia               | PS    | CDU   | PSD  | MPT  | Votantes |
| ----------------------- | ----- | ----- | ---- | ---- | -------- |
| Alfundão                | 68,21 | 23,88 | 2,75 | 1,72 | 582      |
| Canhestros              | 67,08 | 29,15 | 1,25 | 1,25 | 319      |
| Ferreira do Alentejo    | 45,79 | 43,28 | 5,43 | 2,24 | 2 634    |
| Figueira dos Cavaleiros | 53,87 | 40,76 | 2,58 | 0,72 | 969      |
| Odivelas                | 67,39 | 24,46 | 2,45 | 1,90 | 368      |
| Peroguarda              | 67,21 | 24,59 | 2,87 | 2,05 | 244      |
| Ferreira do Alentejo    | 53,77 | 37,47 | 3,99 | 1,80 | 5 116    |

#### Juntas de Freguesia
| Partido                 | Partido                        | Votos | %               | +/-  | Presidentes | Mandatos | +/- |
| ----------------------- | ------------------------------ | ----- | --------------- | ---- | ----------- | -------- | --- |
|                         | Partido Socialista             | 2 951 | 57,68 / 100,00  | 6,04 | 6 / 6       | 33 / 46  | 5   |
|                         | Coligação Democrática Unitária | 1 971 | 38,53 / 100,00  | 0,49 | 0 / 6       | 13 / 46  | 4   |
|                         | Partido da Terra               | 11    | 0,22 / 100,00   | -    | 0 / 6       | 0 / 46   | -   |
| Votos Inválidos         | Votos Inválidos                | 183   | 3,58 / 100,00   | 0,54 |             |          |     |
| Total                   | Total                          | 5 116 | 100,00 / 100,00 |      | 6 / 6       | 46 / 46  |     |
| Eleitorado/Participação | Eleitorado/Participação        | 7 798 | 65,61 / 100,00  | 1,83 |             |          |     |

| Freguesia               | Partido Vencedor | Partido Vencedor   | %              | Mandatos |
| ----------------------- | ---------------- | ------------------ | -------------- | -------- |
| Alfundão                |                  | Partido Socialista | 67,18 / 100,00 | 5 / 7    |
| Canhestros              |                  | Partido Socialista | 78,68 / 100,00 | 6 / 7    |
| Ferreira do Alentejo    |                  | Partido Socialista | 49,51 / 100,00 | 5 / 9    |
| Figueira dos Cavaleiros |                  | Partido Socialista | 59,34 / 100,00 | 6 / 9    |
| Odivelas                |                  | Partido Socialista | 71,20 / 100,00 | 6 / 7    |
| Peroguarda              |                  | Partido Socialista | 68,85 / 100,00 | 5 / 7    |

### Mértola

#### Câmara Municipal
| Partido                 | Partido                        | Votos | %               | +/-  | Vereadores | +/-     |
| ----------------------- | ------------------------------ | ----- | --------------- | ---- | ---------- | ------- |
|                         | Partido Socialista             | 2 651 | 46,35 / 100,00  | 2,19 | 3 / 5      | Estável |
|                         | Coligação Democrática Unitária | 2 456 | 42,94 / 100,00  | 1,64 | 2 / 5      | Estável |
|                         | Movimento Independente Mértola | 370   | 6,47 / 100,00   | Novo | 0 / 5      | Novo    |
|                         | Partido Social Democrata       | 55    | 0,96 / 100,00   | -    | 0 / 5      | -       |
| Votos Inválidos         | Votos Inválidos                | 188   | 3,29 / 100,00   | 0,26 |            |         |
| Total                   | Total                          | 5 720 | 100,00 / 100,00 |      | 5 / 5      |         |
| Eleitorado/Participação | Eleitorado/Participação        | 7 477 | 76,50 / 100,00  | 1,74 |            |         |

| Freguesia                 | %     | %     | %     | %    | Votantes |
| Freguesia                 | PS    | CDU   | MIM   | PSD  | Votantes |
| ------------------------- | ----- | ----- | ----- | ---- | -------- |
| Alcaria Ruiva             | 41,53 | 52,72 | 2,56  | 0,48 | 626      |
| Corte do Pinto            | 49,23 | 41,85 | 3,23  | 1,08 | 650      |
| Espírito Santo            | 48,95 | 33,57 | 11,89 | 2,10 | 286      |
| Mértola                   | 45,77 | 41,71 | 8,36  | 0,79 | 2 165    |
| Santana de Cambas         | 51,91 | 38,27 | 4,33  | 1,66 | 601      |
| São João dos Caldeireiros | 40,90 | 46,01 | 10,22 | 0,41 | 489      |
| São Miguel do Pinheiro    | 50,10 | 40,66 | 5,95  | 1,23 | 487      |
| São Pedro de Solis        | 35,10 | 55,77 | 2,88  | 1,44 | 208      |
| São Sebastião dos Carros  | 53,37 | 41,35 | 3,37  | 0,48 | 208      |
| Mértola                   | 46,35 | 42,94 | 6,47  | 0,96 | 5 720    |

#### Assembleia Municipal
| Partido                 | Partido                        | Votos | %               | +/-  | Deputados | +/-     |
| ----------------------- | ------------------------------ | ----- | --------------- | ---- | --------- | ------- |
|                         | Partido Socialista             | 2 610 | 45,63 / 100,00  | 1,97 | 7 / 15    | 1       |
|                         | Coligação Democrática Unitária | 2 458 | 42,97 / 100,00  | 1,77 | 7 / 15    | Estável |
|                         | Movimento Independente Mértola | 453   | 7,92 / 100,00   | Novo | 1 / 15    | Novo    |
| Votos Inválidos         | Votos Inválidos                | 199   | 3,48 / 100,00   | 0,46 |           |         |
| Total                   | Total                          | 5 720 | 100,00 / 100,00 |      | 15 / 15   |         |
| Eleitorado/Participação | Eleitorado/Participação        | 7 477 | 76,50 / 100,00  | 1,76 |           |         |

| Freguesia                 | %     | %     | %     | Votantes |
| Freguesia                 | PS    | CDU   | MIM   | Votantes |
| ------------------------- | ----- | ----- | ----- | -------- |
| Alcaria Ruiva             | 40,10 | 53,35 | 3,19  | 626      |
| Corte do Pinto            | 48,92 | 42,77 | 4,46  | 650      |
| Espírito Santo            | 51,40 | 33,92 | 12,24 | 286      |
| Mértola                   | 45,22 | 40,92 | 10,35 | 2 165    |
| Santana de Cambas         | 50,75 | 41,43 | 3,99  | 601      |
| São João dos Caldeireiros | 37,83 | 46,22 | 12,68 | 489      |
| São Miguel do Pinheiro    | 49,49 | 39,43 | 7,80  | 487      |
| São Pedro de Solis        | 34,13 | 53,37 | 6,25  | 208      |
| São Sebastião dos Carros  | 54,33 | 40,87 | 3,85  | 208      |
| Mértola                   | 45,63 | 42,97 | 7,92  | 5 720    |

#### Juntas de Freguesia
| Partido                 | Partido                        | Votos | %               | +/-  | Presidentes | Mandatos | +/-     |
| ----------------------- | ------------------------------ | ----- | --------------- | ---- | ----------- | -------- | ------- |
|                         | Partido Socialista             | 2 766 | 48,36 / 100,00  | 0,19 | 6 / 9       | 32 / 65  | 1       |
|                         | Coligação Democrática Unitária | 2 563 | 44,81 / 100,00  | 1,31 | 3 / 9       | 32 / 65  | Estável |
|                         | Grupo de Cidadãos              | 203   | 6,47 / 100,00   | Novo | 0 / 9       | 1 / 65   | Novo    |
| Votos Inválidos         | Votos Inválidos                | 188   | 3,28 / 100,00   | 0,33 |             |          |         |
| Total                   | Total                          | 5 720 | 100,00 / 100,00 |      | 9 / 9       | 65 / 65  |         |
| Eleitorado/Participação | Eleitorado/Participação        | 7 477 | 76,50 / 100,00  | 1,76 |             |          |         |

| Freguesia                 | Partido Vencedor | Partido Vencedor               | %              | Mandatos |
| ------------------------- | ---------------- | ------------------------------ | -------------- | -------- |
| Alcaria Ruiva             |                  | Coligação Democrática Unitária | 52,88 / 100,00 | 4 / 7    |
| Corte do Pinto            |                  | Partido Socialista             | 53,69 / 100,00 | 4 / 7    |
| Espírito Santo            |                  | Partido Socialista             | 55,94 / 100,00 | 4 / 7    |
| Mértola                   |                  | Partido Socialista             | 46,84 / 100,00 | 4 / 9    |
| Santana de Cambas         |                  | Partido Socialista             | 50,25 / 100,00 | 4 / 7    |
| São João dos Caldeireiros |                  | Coligação Democrática Unitária | 57,87 / 100,00 | 4 / 7    |
| São Miguel do Pinheiro    |                  | Partido Socialista             | 57,29 / 100,00 | 4 / 7    |
| São Pedro de Solis        |                  | Coligação Democrática Unitária | 61,06 / 100,00 | 5 / 7    |
| São Sebastião dos Carros  |                  | Partido Socialista             | 58,65 / 100,00 | 4 / 7    |

### Moura

#### Câmara Municipal
| Partido                 | Partido                        | Votos  | %               | +/-  | Vereadores | +/-     |
| ----------------------- | ------------------------------ | ------ | --------------- | ---- | ---------- | ------- |
|                         | Coligação Democrática Unitária | 3 859  | 49,49 / 100,00  | 2,95 | 4 / 7      | Estável |
|                         | Partido Socialista             | 2 897  | 37,16 / 100,00  | 2,50 | 3 / 7      | Estável |
|                         | Partido Social Democrata       | 619    | 7,94 / 100,00   | 0,96 | 0 / 7      | Estável |
|                         | CDS – Partido Popular          | 164    | 2,10 / 100,00   | 0,82 | 0 / 7      | Estável |
| Votos Inválidos         | Votos Inválidos                | 258    | 3,31 / 100,00   | 0,31 |            |         |
| Total                   | Total                          | 7 797  | 100,00 / 100,00 |      | 7 / 7      |         |
| Eleitorado/Participação | Eleitorado/Participação        | 14 188 | 54,95 / 100,00  | 0,11 |            |         |

| Freguesia                   | %     | %     | %     | %    | Votantes |
| Freguesia                   | CDU   | PS    | PSD   | CDS  | Votantes |
| --------------------------- | ----- | ----- | ----- | ---- | -------- |
| Amareleja                   | 57,08 | 30,97 | 3,76  | 2,73 | 1 356    |
| Moura (Santo Agostinho)     | 41,70 | 39,50 | 12,42 | 3,31 | 2 053    |
| Moura (São João Baptista)   | 52,15 | 35,13 | 7,67  | 1,96 | 1 839    |
| Póvoa de São Miguel         | 40,24 | 38,43 | 17,30 | 1,21 | 497      |
| Safara                      | 58,48 | 34,97 | 3,87  | 0,89 | 672      |
| Santo Aleixo da Restauração | 50,00 | 41,33 | 4,03  | 0,81 | 496      |
| Santo Amador                | 60,00 | 35,09 | 1,75  | 0,35 | 285      |
| Sobral da Adiça             | 43,07 | 48,25 | 5,84  | 1,00 | 599      |
| Moura                       | 49,49 | 37,16 | 7,94  | 2,10 | 7 797    |

#### Assembleia Municipal
| Partido                 | Partido                        | Votos  | %               | +/-  | Deputados | +/-     |
| ----------------------- | ------------------------------ | ------ | --------------- | ---- | --------- | ------- |
|                         | Coligação Democrática Unitária | 3 625  | 46,49 / 100,00  | 2,40 | 11 / 21   | 1       |
|                         | Partido Socialista             | 2 942  | 37,73 / 100,00  | 3,10 | 8 / 21    | 1       |
|                         | Partido Social Democrata       | 789    | 10,12 / 100,00  | 0,92 | 2 / 21    | Estável |
|                         | CDS – Partido Popular          | 171    | 2,19 / 100,00   | -    | 0 / 21    | -       |
| Votos Inválidos         | Votos Inválidos                | 270    | 3,46 / 100,00   | 0,59 |           |         |
| Total                   | Total                          | 7 797  | 100,00 / 100,00 |      | 21 / 21   |         |
| Eleitorado/Participação | Eleitorado/Participação        | 14 188 | 54,95 / 100,00  | 0,12 |           |         |

| Freguesia                   | %     | %     | %     | %    | Votantes |
| Freguesia                   | CDU   | PS    | PSD   | CDS  | Votantes |
| --------------------------- | ----- | ----- | ----- | ---- | -------- |
| Amareleja                   | 54,20 | 32,01 | 4,87  | 2,36 | 1 356    |
| Moura (Santo Agostinho)     | 38,33 | 39,89 | 15,34 | 3,41 | 2 053    |
| Moura (São João Baptista)   | 48,72 | 35,62 | 10,39 | 1,96 | 1 839    |
| Póvoa de São Miguel         | 31,19 | 41,45 | 23,34 | 1,61 | 497      |
| Safara                      | 55,80 | 35,71 | 5,51  | 1,34 | 672      |
| Santo Aleixo da Restauração | 48,39 | 40,52 | 5,24  | 1,81 | 496      |
| Santo Amador                | 61,40 | 34,04 | 2,81  | 0    | 285      |
| Sobral da Adiça             | 43,74 | 48,41 | 5,01  | 1,17 | 599      |
| Moura                       | 46,49 | 37,73 | 10,12 | 2,19 | 7 797    |

#### Juntas de Freguesia
| Partido                 | Partido                        | Votos  | %               | +/-  | Presidentes | Mandatos | +/-     |
| ----------------------- | ------------------------------ | ------ | --------------- | ---- | ----------- | -------- | ------- |
|                         | Coligação Democrática Unitária | 3 349  | 42,95 / 100,00  | 3,31 | 4 / 8       | 31 / 64  | 5       |
|                         | Partido Socialista             | 2 769  | 35,51 / 100,00  | 7,20 | 2 / 8       | 23 / 64  | 6       |
|                         | Partido Social Democrata       | 721    | 9,25 / 100,00   | 1,15 | 1 / 8       | 5 / 64   | Estável |
|                         | Grupo de Cidadãos              | 592    | 7,59 / 100,00   | 4,19 | 1 / 8       | 5 / 64   | 1       |
|                         | CDS – Partido Popular          | 104    | 1,33 / 100,00   | -    | 0 / 8       | 0 / 64   | -       |
|                         | Bloco de Esquerda              | 29     | 0,37 / 100,00   | -    | 0 / 8       | 0 / 64   | -       |
| Votos Inválidos         | Votos Inválidos                | 234    | 3,00 / 100,00   | 0,85 |             |          |         |
| Total                   | Total                          | 7 798  | 100,00 / 100,00 |      | 8 / 8       | 64 / 64  |         |
| Eleitorado/Participação | Eleitorado/Participação        | 14 188 | 54,96 / 100,00  | 0,13 |             |          |         |

| Freguesia                   | Partido Vencedor | Partido Vencedor               | %              | Mandatos |
| --------------------------- | ---------------- | ------------------------------ | -------------- | -------- |
| Amareleja                   |                  | Grupo de Cidadãos              | 43,63 / 100,00 | 5 / 9    |
| Moura (Santo Agostinho)     |                  | Partido Socialista             | 47,10 / 100,00 | 5 / 9    |
| Moura (São João Baptista)   |                  | Coligação Democrática Unitária | 47,74 / 100,00 | 5 / 9    |
| Póvoa de São Miguel         |                  | Partido Social Democrata       | 41,05 / 100,00 | 3 / 7    |
| Safara                      |                  | Coligação Democrática Unitária | 60,12 / 100,00 | 6 / 9    |
| Santo Aleixo da Restauração |                  | Coligação Democrática Unitária | 47,98 / 100,00 | 4 / 7    |
| Santo Amador                |                  | Coligação Democrática Unitária | 63,16 / 100,00 | 5 / 7    |
| Sobral da Adiça             |                  | Partido Socialista             | 46,74 / 100,00 | 4 / 7    |

### Odemira

#### Câmara Municipal
| Partido                 | Partido                        | Votos  | %               | +/-  | Vereadores | +/-     |
| ----------------------- | ------------------------------ | ------ | --------------- | ---- | ---------- | ------- |
|                         | Partido Socialista             | 6 843  | 46,57 / 100,00  | 1,77 | 4 / 7      | Estável |
|                         | Coligação Democrática Unitária | 5 053  | 34,39 / 100,00  | 2,73 | 3 / 7      | Estável |
|                         | PSD-CDS                        | 1 582  | 10,77 / 100,00  | 2,21 | 0 / 7      | Estável |
|                         | Bloco de Esquerda              | 633    | 4,31 / 100,00   | -    | 0 / 7      | -       |
| Votos Inválidos         | Votos Inválidos                | 584    | 3,97 / 100,00   | 2,02 |            |         |
| Total                   | Total                          | 14 695 | 100,00 / 100,00 |      | 7 / 7      |         |
| Eleitorado/Participação | Eleitorado/Participação        | 22 203 | 66,18 / 100,00  | 2,95 |            |         |

| Freguesia                  | %     | %     | %        | %     | Votantes |
| Freguesia                  | PS    | CDU   | PSD- CDS | BE    | Votantes |
| -------------------------- | ----- | ----- | -------- | ----- | -------- |
| Bicos                      | 46,19 | 43,65 | 4,62     | 2,31  | 433      |
| Boavista dos Pinheiros     | 47,34 | 43,42 | 4,39     | 2,31  | 866      |
| Colos                      | 47,33 | 21,66 | 6,53     | 19,73 | 674      |
| Longueira / Almograve      | 49,86 | 17,39 | 21,55    | 8,19  | 696      |
| Luzianes-Gare              | 34,45 | 57,01 | 3,96     | 2,13  | 328      |
| Odemira (Santa Maria)      | 31,23 | 51,76 | 11,30    | 3,04  | 823      |
| Odemira (São Salvador)     | 39,58 | 43,86 | 10,10    | 3,28  | 1 099    |
| Pereiras-Gare              | 32,34 | 56,22 | 3,48     | 1,49  | 201      |
| Relíquias                  | 46,39 | 44,59 | 5,41     | 1,31  | 610      |
| Saboia                     | 61,62 | 21,14 | 8,10     | 3,15  | 667      |
| Santa Clara-a-Velha        | 76,13 | 12,84 | 6,31     | 0,90  | 444      |
| São Luís                   | 43,45 | 39,46 | 10,06    | 3,59  | 1 252    |
| São Martinho das Amoreiras | 54,50 | 28,08 | 8,44     | 2,90  | 723      |
| São Teotónio               | 52,29 | 31,98 | 7,98     | 3,86  | 2 645    |
| Vale de Santiago           | 50,91 | 40,23 | 4,55     | 1,82  | 440      |
| Vila Nova de Milfontes     | 39,43 | 27,75 | 22,51    | 5,02  | 2 270    |
| Zambujeira do Mar          | 42,94 | 36,83 | 11,83    | 3,63  | 524      |
| Odemira                    | 46,57 | 34,39 | 10,77    | 4,31  | 14 695   |

#### Assembleia Municipal
| Partido                 | Partido                        | Votos  | %               | +/-  | Deputados | +/-     |
| ----------------------- | ------------------------------ | ------ | --------------- | ---- | --------- | ------- |
|                         | Partido Socialista             | 6 616  | 45,02 / 100,00  | 2,00 | 10 / 21   | 1       |
|                         | Coligação Democrática Unitária | 4 875  | 33,17 / 100,00  | 1,57 | 8 / 21    | Estável |
|                         | PSD-CDS                        | 1 744  | 11,87 / 100,00  | 2,98 | 2 / 21    | Estável |
|                         | Bloco de Esquerda              | 848    | 5,77 / 100,00   | 2,44 | 1 / 21    | 1       |
| Votos Inválidos         | Votos Inválidos                | 612    | 4,16 / 100,00   | 1,86 |           |         |
| Total                   | Total                          | 14 695 | 100,00 / 100,00 |      | 21 / 21   |         |
| Eleitorado/Participação | Eleitorado/Participação        | 22 203 | 66,18 / 100,00  | 2,97 |           |         |

| Freguesia                  | %     | %     | %        | %     | Votantes |
| Freguesia                  | PS    | CDU   | PSD- CDS | BE    | Votantes |
| -------------------------- | ----- | ----- | -------- | ----- | -------- |
| Bicos                      | 44,34 | 43,65 | 5,31     | 2,77  | 433      |
| Boavista dos Pinheiros     | 45,38 | 43,07 | 4,16     | 4,16  | 866      |
| Colos                      | 40,50 | 21,81 | 7,57     | 24,48 | 674      |
| Longueira / Almograve      | 47,70 | 13,65 | 23,99    | 11,06 | 696      |
| Luzianes-Gare              | 33,84 | 56,40 | 3,35     | 3,35  | 328      |
| Odemira (Santa Maria)      | 29,65 | 52,00 | 11,79    | 4,50  | 823      |
| Odemira (São Salvador)     | 38,94 | 42,49 | 10,28    | 5,28  | 1 099    |
| Pereiras-Gare              | 32,34 | 56,22 | 3,48     | 1,49  | 201      |
| Relíquias                  | 44,92 | 44,59 | 4,92     | 2,95  | 610      |
| Saboia                     | 59,67 | 21,59 | 10,19    | 3,75  | 667      |
| Santa Clara-a-Velha        | 75,45 | 13,06 | 6,08     | 1,58  | 444      |
| São Luís                   | 44,41 | 36,66 | 11,10    | 4,39  | 1 252    |
| São Martinho das Amoreiras | 56,15 | 25,45 | 8,30     | 4,43  | 723      |
| São Teotónio               | 50,70 | 30,85 | 9,53     | 4,54  | 2 645    |
| Vale de Santiago           | 48,64 | 41,14 | 4,55     | 3,18  | 440      |
| Vila Nova de Milfontes     | 37,31 | 25,68 | 25,46    | 6,17  | 2 270    |
| Zambujeira do Mar          | 39,50 | 34,54 | 12,40    | 7,25  | 524      |
| Odemira                    | 45,02 | 33,17 | 11,87    | 5,77  | 14 695   |

#### Juntas de Freguesia
| Partido                 | Partido                        | Votos  | %               | +/-  | Presidentes | Mandatos  | +/- |
| ----------------------- | ------------------------------ | ------ | --------------- | ---- | ----------- | --------- | --- |
|                         | Partido Socialista             | 6 798  | 46,26 / 100,00  | 4,06 | 11 / 17     | 70 / 135  | 9   |
|                         | Coligação Democrática Unitária | 4 872  | 33,15 / 100,00  | 2,13 | 5 / 17      | 52 / 135  | 2   |
|                         | PSD-CDS                        | 1 188  | 8,08 / 100,00   | 4,91 | 1 / 17      | 5 / 135   | 2   |
|                         | Grupo de Cidadãos              | 704    | 4,79 / 100,00   | 0,52 | 0 / 17      | 4 / 135   | 1   |
|                         | Bloco de Esquerda              | 551    | 3,75 / 100,00   | 2,81 | 0 / 17      | 4 / 135   | 4   |
| Votos Inválidos         | Votos Inválidos                | 582    | 3,96 / 100,00   | 2,07 |             |           |     |
| Total                   | Total                          | 14 695 | 100,00 / 100,00 |      | 17 / 17     | 135 / 135 | 4   |
| Eleitorado/Participação | Eleitorado/Participação        | 22 203 | 66,18 / 100,00  | 2,97 |             |           |     |

| Freguesia                  | Partido Vencedor | Partido Vencedor               | %              | Mandatos |
| -------------------------- | ---------------- | ------------------------------ | -------------- | -------- |
| Bicos                      |                  | Coligação Democrática Unitária | 54,50 / 100,00 | 4 / 7    |
| Boavista dos Pinheiros     |                  | Partido Socialista             | 51,04 / 100,00 | 5 / 9    |
| Colos                      |                  | Partido Socialista             | 37,54 / 100,00 | 3 / 7    |
| Longueira / Almograve      |                  | Partido Socialista             | 51,29 / 100,00 | 5 / 9    |
| Luzianes-Gare              |                  | Coligação Democrática Unitária | 62,50 / 100,00 | 5 / 7    |
| Odemira (Santa Maria)      |                  | Coligação Democrática Unitária | 62,58 / 100,00 | 7 / 9    |
| Odemira (São Salvador)     |                  | Partido Socialista             | 45,50 / 100,00 | 5 / 9    |
| Pereiras-Gare              |                  | Coligação Democrática Unitária | 67,16 / 100,00 | 5 / 7    |
| Relíquias                  |                  | Partido Socialista             | 48,85 / 100,00 | 4 / 7    |
| Saboia                     |                  | Partido Socialista             | 68,97 / 100,00 | 7 / 9    |
| Santa Clara-a-Velha        |                  | Partido Socialista             | 80,41 / 100,00 | 6 / 7    |
| São Luís                   |                  | Partido Socialista             | 53,19 / 100,00 | 6 / 9    |
| São Martinho das Amoreiras |                  | Partido Socialista             | 53,11 / 100,00 | 4 / 7    |
| São Teotónio               |                  | Partido Socialista             | 54,25 / 100,00 | 6 / 9    |
| Vale de Santiago           |                  | Partido Socialista             | 56,14 / 100,00 | 4 / 7    |
| Vila Nova de Milfontes     |                  | PSD-CDS                        | 29,30 / 100,00 | 3 / 9    |
| Zambujeira do Mar          |                  | Coligação Democrática Unitária | 52,67 / 100,00 | 4 / 7    |

### Ourique

#### Câmara Municipal
| Partido                 | Partido                        | Votos | %               | +/-   | Vereadores | +/-     |
| ----------------------- | ------------------------------ | ----- | --------------- | ----- | ---------- | ------- |
|                         | Partido Socialista             | 2 806 | 66,65 / 100,00  | 21,04 | 4 / 5      | 1       |
|                         | Partido Social Democrata       | 1 092 | 25,94 / 100,00  | 15,17 | 1 / 5      | 1       |
|                         | Coligação Democrática Unitária | 162   | 3,85 / 100,00   | 6,08  | 0 / 5      | Estável |
| Votos Inválidos         | Votos Inválidos                | 150   | 3,56 / 100,00   | 0,21  |            |         |
| Total                   | Total                          | 4 210 | 100,00 / 100,00 |       | 5 / 5      |         |
| Eleitorado/Participação | Eleitorado/Participação        | 5 190 | 81,12 / 100,00  | 4,09  |            |         |

| Freguesia        | %     | %     | %     | Votantes |
| Freguesia        | PS    | PSD   | CDU   | Votantes |
| ---------------- | ----- | ----- | ----- | -------- |
| Conceição        | 76,58 | 20,72 | 2,70  | 111      |
| Garvão           | 67,76 | 24,06 | 4,58  | 611      |
| Ourique          | 71,98 | 20,45 | 3,69  | 2 034    |
| Panoias          | 48,23 | 44,25 | 4,65  | 452      |
| Santa Luzia      | 55,76 | 29,37 | 10,04 | 269      |
| Santana da Serra | 64,80 | 30,97 | 1,09  | 733      |
| Ourique          | 66,65 | 25,94 | 3,85  | 4 210    |

#### Assembleia Municipal
| Partido                 | Partido                        | Votos | %               | +/-   | Deputados | +/- |
| ----------------------- | ------------------------------ | ----- | --------------- | ----- | --------- | --- |
|                         | Partido Socialista             | 2 565 | 60,88 / 100,00  | 17,52 | 10 / 15   | 3   |
|                         | Partido Social Democrata       | 1 121 | 26,61 / 100,00  | 10,24 | 4 / 15    | 2   |
|                         | Coligação Democrática Unitária | 357   | 8,47 / 100,00   | 3,57  | 1 / 15    | 1   |
| Votos Inválidos         | Votos Inválidos                | 170   | 4,03 / 100,00   | 0,37  |           |     |
| Total                   | Total                          | 4 213 | 100,00 / 100,00 |       | 15 / 15   |     |
| Eleitorado/Participação | Eleitorado/Participação        | 5 190 | 81,18 / 100,00  | 4,15  |           |     |

| Freguesia        | %     | %     | %     | Votantes |
| Freguesia        | PS    | PSD   | CDU   | Votantes |
| ---------------- | ----- | ----- | ----- | -------- |
| Conceição        | 74,77 | 21,62 | 3,60  | 111      |
| Garvão           | 61,70 | 24,88 | 8,67  | 611      |
| Ourique          | 65,19 | 20,67 | 9,38  | 2 037    |
| Panoias          | 42,48 | 45,58 | 8,41  | 452      |
| Santa Luzia      | 46,84 | 28,62 | 20,45 | 269      |
| Santana da Serra | 62,62 | 32,88 | 2,18  | 733      |
| Ourique          | 60,88 | 26,61 | 8,47  | 4 213    |

#### Juntas de Freguesia
| Partido                 | Partido                        | Votos | %               | +/-   | Presidentes | Mandatos | +/-     |
| ----------------------- | ------------------------------ | ----- | --------------- | ----- | ----------- | -------- | ------- |
|                         | Partido Socialista             | 1 885 | 45,95 / 100,00  | 11,80 | 4 / 5       | 19 / 37  | Estável |
|                         | Partido Social Democrata       | 1 059 | 25,82 / 100,00  | 8,93  | 1 / 5       | 10 / 37  | 9       |
|                         | Coligação Democrática Unitária | 865   | 21,09 / 100,00  | 5,95  | 0 / 5       | 6 / 37   | 2       |
|                         | Grupo de Cidadãos              | 137   | 3,34 / 100,00   | -     | 0 / 5       | 2 / 37   | -       |
| Votos Inválidos         | Votos Inválidos                | 156   | 3,81 / 100,00   | 0,26  |             |          |         |
| Total                   | Total                          | 4 102 | 100,00 / 100,00 |       | 5 / 5       | 37 / 37  | 9       |
| Eleitorado/Participação | Eleitorado/Participação        | 5 064 | 81,00 / 100,00  | 3,97  |             |          |         |

| Freguesia        | Partido Vencedor               | Partido Vencedor               | %                              | Mandatos                       |
| ---------------- | ------------------------------ | ------------------------------ | ------------------------------ | ------------------------------ |
| Conceição        | Plenário de Cidadãos Eleitores | Plenário de Cidadãos Eleitores | Plenário de Cidadãos Eleitores | Plenário de Cidadãos Eleitores |
| Garvão           |                                | Partido Socialista             | 38,30 / 100,00                 | 3 / 7                          |
| Ourique          |                                | Partido Socialista             | 44,13 / 100,00                 | 4 / 9                          |
| Panoias          |                                | Partido Social Democrata       | 56,64 / 100,00                 | 4 / 7                          |
| Santa Luzia      |                                | Partido Socialista             | 46,10 / 100,00                 | 4 / 7                          |
| Santana da Serra |                                | Partido Socialista             | 64,53 / 100,00                 | 5 / 7                          |

### Serpa

#### Câmara Municipal
| Partido                 | Partido                        | Votos  | %               | +/-  | Vereadores | +/-     |
| ----------------------- | ------------------------------ | ------ | --------------- | ---- | ---------- | ------- |
|                         | Coligação Democrática Unitária | 4 285  | 51,90 / 100,00  | 2,81 | 4 / 7      | Estável |
|                         | Partido Socialista             | 2 582  | 31,27 / 100,00  | 0,94 | 3 / 7      | 1       |
|                         | Partido Social Democrata       | 708    | 8,58 / 100,00   | 1,58 | 0 / 7      | 1       |
|                         | Bloco de Esquerda              | 287    | 3,48 / 100,00   | -    | 0 / 7      | -       |
|                         | CDS – Partido Popular          | 112    | 1,36 / 100,00   | -    | 0 / 7      | -       |
| Votos Inválidos         | Votos Inválidos                | 282    | 3,42 / 100,00   | 1,13 |            |         |
| Total                   | Total                          | 8 256  | 100,00 / 100,00 |      | 7 / 7      |         |
| Eleitorado/Participação | Eleitorado/Participação        | 14 441 | 57,17 / 100,00  | 0,07 |            |         |

| Freguesia                | %     | %     | %     | %    | %    | Votantes |
| Freguesia                | CDU   | PS    | PSD   | BE   | CDS  | Votantes |
| ------------------------ | ----- | ----- | ----- | ---- | ---- | -------- |
| Aldeia Nova de São Bento | 49,21 | 27,78 | 14,59 | 2,56 | 1,59 | 1 638    |
| Brinches                 | 55,68 | 34,86 | 4,26  | 1,42 | 0,63 | 634      |
| Pias                     | 67,16 | 22,00 | 4,03  | 3,47 | 0,81 | 1 614    |
| Serpa (Salvador)         | 36,96 | 38,00 | 13,18 | 4,98 | 2,08 | 1 829    |
| Serpa (Santa Maria)      | 54,78 | 27,60 | 7,20  | 6,12 | 1,61 | 931      |
| Vale de Vargo            | 59,24 | 30,96 | 3,48  | 2,21 | 1,74 | 633      |
| Vila Verde de Ficalho    | 49,23 | 41,25 | 4,81  | 1,84 | 0,51 | 977      |
| Serpa                    | 51,90 | 31,27 | 8,58  | 3,48 | 1,36 | 8 256    |

#### Assembleia Municipal
| Partido                 | Partido                        | Votos  | %               | +/-  | Deputados | +/-     |
| ----------------------- | ------------------------------ | ------ | --------------- | ---- | --------- | ------- |
|                         | Coligação Democrática Unitária | 4 197  | 50,84 / 100,00  | 1,05 | 11 / 21   | 1       |
|                         | Partido Socialista             | 2 647  | 32,06 / 100,00  | 1,46 | 7 / 21    | Estável |
|                         | Partido Social Democrata       | 764    | 9,25 / 100,00   | 1,30 | 2 / 21    | Estável |
|                         | Bloco de Esquerda              | 372    | 4,51 / 100,00   | 1,39 | 1 / 21    | 1       |
| Votos Inválidos         | Votos Inválidos                | 276    | 3,34 / 100,00   | 0,50 |           |         |
| Total                   | Total                          | 8 256  | 100,00 / 100,00 |      | 21 / 21   |         |
| Eleitorado/Participação | Eleitorado/Participação        | 14 441 | 57,17 / 100,00  | 0,07 |           |         |

| Freguesia                | %     | %     | %     | %    | Votantes |
| Freguesia                | CDU   | PS    | PSD   | BE   | Votantes |
| ------------------------ | ----- | ----- | ----- | ---- | -------- |
| Aldeia Nova de São Bento | 49,51 | 27,35 | 15,69 | 3,42 | 1 638    |
| Brinches                 | 53,47 | 35,96 | 4,89  | 3,00 | 634      |
| Pias                     | 67,53 | 22,12 | 4,15  | 3,59 | 1 614    |
| Serpa (Salvador)         | 33,57 | 40,51 | 14,11 | 7,33 | 1 829    |
| Serpa (Santa Maria)      | 50,48 | 29,86 | 8,49  | 7,30 | 931      |
| Vale de Vargo            | 60,66 | 30,81 | 4,58  | 2,05 | 633      |
| Vila Verde de Ficalho    | 50,05 | 40,94 | 4,40  | 2,46 | 977      |
| Serpa                    | 50,84 | 32,06 | 9,25  | 4,51 | 8 256    |

#### Juntas de Freguesia
| Partido                 | Partido                        | Votos  | %               | +/-  | Presidentes | Mandatos | +/- |
| ----------------------- | ------------------------------ | ------ | --------------- | ---- | ----------- | -------- | --- |
|                         | Coligação Democrática Unitária | 4 554  | 55,16 / 100,00  | 0,74 | 6 / 7       | 37 / 59  | 1   |
|                         | Partido Socialista             | 2 627  | 31,82 / 100,00  | 0,97 | 1 / 7       | 20 / 59  | 2   |
|                         | Partido Social Democrata       | 606    | 7,34 / 100,00   | 2,25 | 0 / 7       | 2 / 59   | 1   |
|                         | Bloco de Esquerda              | 171    | 2,07 / 100,00   | 0,91 | 0 / 7       | 0 / 59   | -   |
| Votos Inválidos         | Votos Inválidos                | 298    | 3,61 / 100,00   | 0,37 |             |          |     |
| Total                   | Total                          | 8 256  | 100,00 / 100,00 |      | 7 / 7       | 59 / 59  | 4   |
| Eleitorado/Participação | Eleitorado/Participação        | 14 441 | 57,17 / 100,00  | 0,07 |             |          |     |

| Freguesia                | Partido Vencedor | Partido Vencedor               | %              | Mandatos |
| ------------------------ | ---------------- | ------------------------------ | -------------- | -------- |
| Aldeia Nova de São Bento |                  | Coligação Democrática Unitária | 53,60 / 100,00 | 5 / 9    |
| Brinches                 |                  | Coligação Democrática Unitária | 63,56 / 100,00 | 5 / 7    |
| Pias                     |                  | Coligação Democrática Unitária | 70,76 / 100,00 | 7 / 9    |
| Serpa (Salvador)         |                  | Partido Socialista             | 44,18 / 100,00 | 5 / 9    |
| Serpa (Santa Maria)      |                  | Coligação Democrática Unitária | 52,20 / 100,00 | 6 / 9    |
| Vale de Vargo            |                  | Coligação Democrática Unitária | 65,40 / 100,00 | 5 / 7    |
| Vila Verde de Ficalho    |                  | Coligação Democrática Unitária | 60,80 / 100,00 | 6 / 9    |

### Vidigueira

#### Câmara Municipal
| Partido                 | Partido                        | Votos | %               | +/-     | Vereadores | +/-     |
| ----------------------- | ------------------------------ | ----- | --------------- | ------- | ---------- | ------- |
|                         | Coligação Democrática Unitária | 1 986 | 55,23 / 100,00  | 10,89   | 3 / 5      | Estável |
|                         | Partido Socialista             | 1 228 | 34,15 / 100,00  | 6,27    | 2 / 5      | Estável |
|                         | Partido Social Democrata       | 175   | 4,87 / 100,00   | 4,09    | 0 / 5      | Estável |
|                         | Bloco de Esquerda              | 46    | 1,28 / 100,00   | Estável | 0 / 5      | Estável |
|                         | CDS – Partido Popular          | 45    | 1,25 / 100,00   | 0,09    | 0 / 5      | Estável |
| Votos Inválidos         | Votos Inválidos                | 116   | 3,23 / 100,00   | 0,44    |            |         |
| Total                   | Total                          | 3 596 | 100,00 / 100,00 |         | 5 / 5      |         |
| Eleitorado/Participação | Eleitorado/Participação        | 5 332 | 67,44 / 100,00  | 1,47    |            |         |

#### Assembleia Municipal
| Partido                 | Partido                        | Votos | %               | +/-  | Deputados | +/-     |
| ----------------------- | ------------------------------ | ----- | --------------- | ---- | --------- | ------- |
|                         | Coligação Democrática Unitária | 1 916 | 53,28 / 100,00  | 9,80 | 9 / 15    | 2       |
|                         | Partido Socialista             | 1 234 | 34,32 / 100,00  | 4,95 | 5 / 15    | 2       |
|                         | Partido Social Democrata       | 249   | 6,92 / 100,00   | 4,16 | 1 / 15    | Estável |
|                         | Bloco de Esquerda              | 70    | 1,95 / 100,00   | 0,07 | 0 / 15    | Estável |
| Votos Inválidos         | Votos Inválidos                | 127   | 3,53 / 100,00   | 0,63 |           |         |
| Total                   | Total                          | 3 596 | 100,00 / 100,00 |      | 15 / 15   |         |
| Eleitorado/Participação | Eleitorado/Participação        | 5 332 | 67,44 / 100,00  | 1,55 |           |         |

#### Juntas de Freguesia
| Partido                 | Partido                        | Votos | %               | +/-  | Presidentes | Mandatos | +/-     |
| ----------------------- | ------------------------------ | ----- | --------------- | ---- | ----------- | -------- | ------- |
|                         | Coligação Democrática Unitária | 1 924 | 53,50 / 100,00  | 3,47 | 4 / 4       | 19 / 32  | 1       |
|                         | Partido Socialista             | 1 281 | 35,62 / 100,00  | 0,84 | 0 / 4       | 12 / 32  | 1       |
|                         | Partido Social Democrata       | 239   | 6,65 / 100,00   | 1,20 | 0 / 4       | 1 / 32   | Estável |
|                         | Bloco de Esquerda              | 42    | 1,17 / 100,00   | 0,34 | 0 / 4       | 0 / 32   | Estável |
| Votos Inválidos         | Votos Inválidos                | 110   | 3,06 / 100,00   | 0,90 |             |          |         |
| Total                   | Total                          | 3 596 | 100,00 / 100,00 |      | 4 / 4       | 32 / 32  |         |
| Eleitorado/Participação | Eleitorado/Participação        | 5 332 | 67,44 / 100,00  | 1,47 |             |          |         |